# Taunton (Washington)
Taunton az Amerikai Egyesült Államok északnyugati részén, Washington állam Adams megyéjében elhelyezkedő kísértetváros.
Taunton postahivatala 1908 és 1913 között működött. A település nevét a Massachussets állambeli Tauntonról kapta.

## Fordítás
- Ez a szócikk részben vagy egészben  a   Taunton, Washington című angol Wikipédia-szócikk ezen változatának fordításán alapul.  Az eredeti cikk szerkesztőit annak laptörténete sorolja fel. Ez a jelzés csupán a megfogalmazás eredetét és a szerzői jogokat jelzi, nem szolgál a cikkben szereplő információk forrásmegjelöléseként.